# Olga Bielska
Olga Bielska, właśc. Skirgiełło-Jacewicz z d. Sorokoletow (ur. 4 grudnia 1922 w Kiwercach, zm. 25 lipca 1996 nad Zalewem Zegrzyńskim) – polska aktorka.

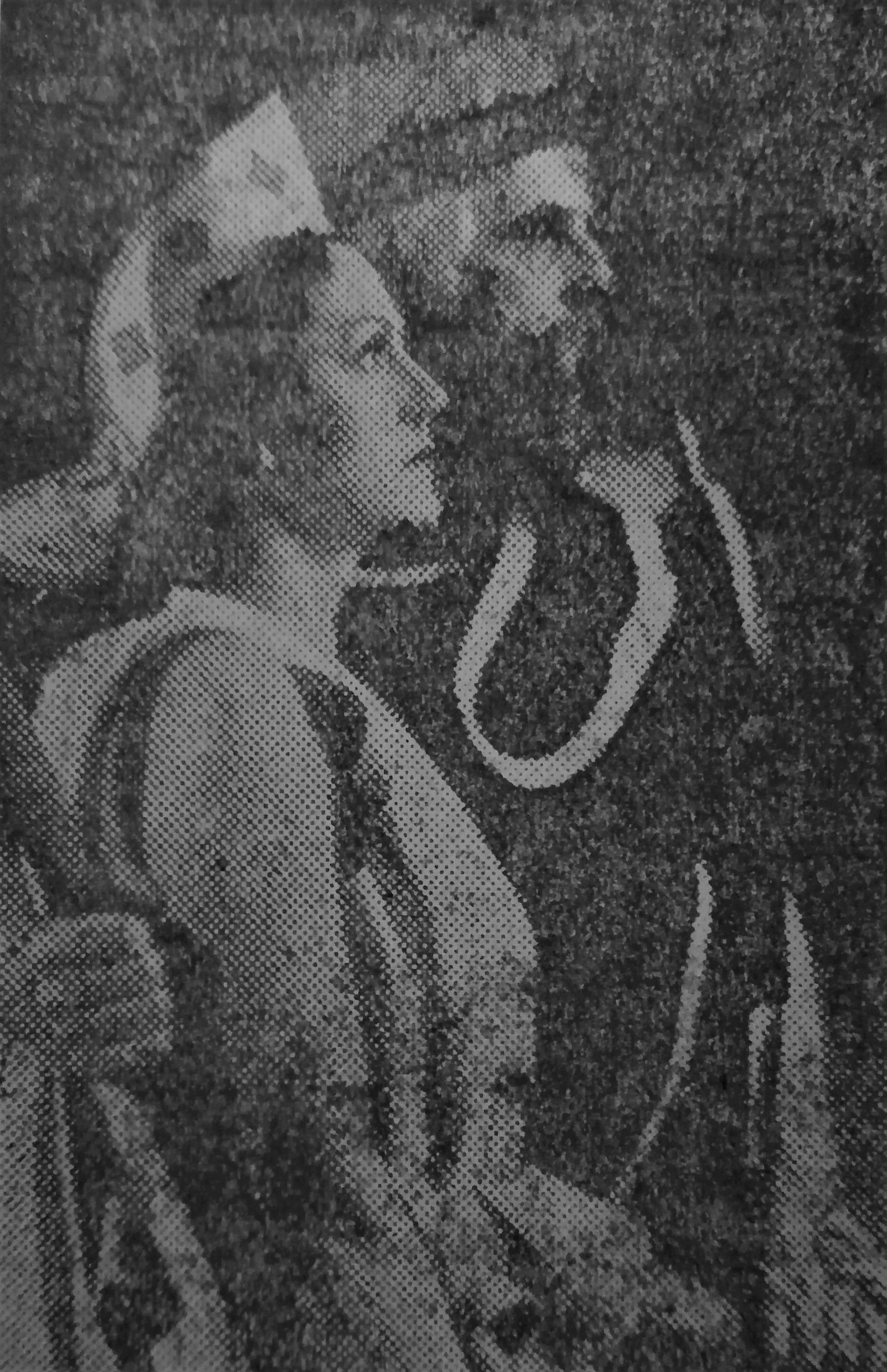
Olga Bielska, Tadeusz Białkowski w Śnie nocy letniej (1948)

Była studentką wydziału aktorskiego Państwowego Instytutu Sztuki Teatralnej (PIST) w Warszawie w latach 1938–1939. Po wybuchu wojny kontynuowała naukę w konspiracji. W 1946 zdała egzamin eksternistyczny, a na teatralnej scenie zadebiutowała 1 lutego tego samego roku. W latach 1945–1949 grała m.in. w: Teatrze Polskim w Poznaniu, Teatrze im. Stanisława Wyspiańskiego w Katowicach, a także w teatrach dramatycznych Krakowa. W latach 1949–1953 była aktorką Teatru Powszechnego w Łodzi, a w latach 1953–1957 Teatru im. Stefana Jaracza w Łodzi. Od 1957 do przejścia na emeryturę w 1989 była aktorką Teatru Studio w Warszawie (do 1972 nosił nazwę Teatr Klasyczny).
W 1980 otrzymała Odznakę „Za Zasługi dla Warszawy”. Jej mężem był Olgierd Skirgiełło-Jacewicz (zm. 2003).
Aktorka na emeryturze mieszkała w okolicy Zegrza. Zmarła tragicznie – utonęła w Zalewie Zegrzyńskim 25 lipca 1996. Pochowana została na cmentarzu Powązkowskim w Warszawie (kwatera 240-3-1/2).

## Filmografia
- Autobus odjeżdża 6.20 (1954) jako urzędniczka w biurze Wiktora Poradzkiego
- Deszczowy lipiec (1957) jako Iwona
- Prawdziwy koniec wielkiej wojny (1957) jako Irena
- Tysiąc talarów (1959) jako Izabella Szelest, narzeczona Marka
- Przerwany lot (1964)
- Lekarstwo na miłość (1965)
- Czarne chmury (1973) jako Agata Ostrowska, ciotka Anny
- CDN (1975) jako urzędniczka – solenizantka (w noweli Na smyczy)
- Dom moich synów (1975) jako gość na przyjęciu u Tadeusza Góreckiego
- W te dni przedwiosenne (1975) jako właścicielka przedwojennego mieszkania Kaszyby
- Bilet powrotny (1978) jako gość na weselu Antoniny i Pierre’a
- Życie na gorąco (1978) jako Matylda Buchet, siostra Jacques’a Boissanta (w odc. pt. Marsylia)
- 5 dni z życia emeryta (1984) jako pani Rozalia, sąsiadka Adama Bzowskiego
- Ceremonia pogrzebowa (1984) jako Helena, żona wuja Ksawerego
- Zaproszenie (1985) jako rozhisteryzowana babcia chorej dziewczynki
- Misja specjalna (1987)

Źródło: Filmpolski.pl.